# Tigermilk
Tigermilk — дебютный альбом шотландской инди-поп-группы Belle & Sebastian, выпущенный 6 июня 1996 посредством британского независимого лейбла «Electric Honey Records» ограниченным тиражом в 1000 грампластинок.

## Об альбоме
12 июня 1999 «Tigermilk» был переиздан другим британским независимым лейблом «Jeepster Records» в 3 форматах (компакт-диск, грампластинка, компакт-кассета). Переизданный альбом достиг 13-го места в хит-параде Великобритании.
Электронный журнал «Pitchfork Media» в 2010 поместил песню «The State I Am In» на 17-е место в своём списке «200 лучших композиций 90-х».

## Список композиций
Автор музыки и текстов всех песен — Стюарт Мердок.
| №   | Название                     | Длительность |
| --- | ---------------------------- | ------------ |
| 1.  | «The State I Am In»          | 4:57         |
| 2.  | «Expectations»               | 3:34         |
| 3.  | «She's Losing It»            | 2:22         |
| 4.  | «You're Just a Baby»         | 3:41         |
| 5.  | «Electronic Renaissance»     | 4:50         |
| 6.  | «I Could Be Dreaming»        | 5:56         |
| 7.  | «We Rule the School»         | 3:27         |
| 8.  | «My Wandering Days Are Over» | 5:25         |
| 9.  | «I Don't Love Anyone»        | 3:56         |
| 10. | «Mary Jo»                    | 3:29         |

## Участники записи
- Стюарт Мердок — вокал, гитара
- Стиви Джексон — гитара
- Стюарт Дэвид — бас-гитара
- Ричард Колберн — ударные
- Крис Гиддис — клавишные, фортепиано
- Изобель Кэмпбелл — виолончель
- Мик Кук — труба